# Paradoks Protagoras przeciwko Euathlosowi
Paradoks Protagoras przeciwko Euathlosowi to paradoks z pogranicza logiki i prawa. Paradoks dotyczy następującej sytuacji: Sofista Protagoras uczył prawa niejakiego Euathlosa. Mistrz i uczeń zawarli umowę, według której Euathlos zapłaci za naukę, o ile wygra swój pierwszy proces.
Jak się okazało Euathlos zajął się polityką i ani myślał pracować w wyuczonym zawodzie. Wobec tego rozgoryczony Protagoras wytacza swojemu uczniowi proces o zapłatę. 
"Albo Euathlos wygra proces i zgodnie z umową, należy mi się zapłata za naukę, albo go przegra i będzie musiał mi zapłacić zgodnie z wyrokiem sądu." - argumentuje Protagoras.
"Owszem, Wysoki Sądzie, albo ta sprawa zostanie rozstrzygnięta na moją korzyść i wyrok zwolni mnie od zapłaty, albo na korzyść Protagorasa i zgodnie z umową nie należy mu się zapłata." - ripostuje Euathlos.
Wydaje się, że obaj przeciwnicy argumentują słusznie, a mimo to ich zdania pozostają w sprzeczności. Można argumentować, że w momencie wydawania wyroku Euathlos jeszcze nie wygrał ani nie przegrał żadnego procesu i postanowienia umowy są ciągle nieistotne. Ale jeżeli uznamy jednoczesność wydania wyroku i uprawomocnienia się umowy, to paradoks pozostaje.
W istocie paradoks wynika z tego, że postanowienia umowy i sądu są w każdym z przypadków (orzeczeń sądu) sprzeczne. Od tego co uznane jest za ważniejsze (wyrok sądu czy umowa cywilna) zależy rozwiązanie sytuacji. Protagoras i Euathlos idą jednak dalej niż prosta różnica zdań w tej kwestii. Mianowicie obaj popełniają ten sam błąd – błąd niekonsekwencji. Ich stanowiska można streścić jednym zdaniem:
"Jeżeli wyrok sądu będzie dla mnie korzystny, to będę go respektował, w przeciwnym wypadku odwołam się do umowy."